# Handball-Regionalliga Bayern (Frauen) 2024/25
Die Regionalliga Bayern (Frauen) 2024/25 war die erste Spielzeit der von der Bayernliga in Regionalliga Bayern umbenannten Liga, die unter dem Dach des „Bayerischen Handballverbandes“ (BHV) organisiert wurde. Sie ist die höchste Spielklasse des Landesverbandes Bayern und wird hinter der 3. Liga als vierthöchste Spielklasse im deutschen Ligensystem geführt.

## Saisonverlauf
Die Regionalliga Bayern bestand in dieser Saison eingleisig aus 12 Mannschaften. Meister und Aufsteiger wurde der TSV Ismaning. Die Absteiger waren der TSV Wendelstein, HSV Bergtheim und HCD Gröbenzell II.

### Modus
Im Verlaufe der Saison traten die Frauenteams der Regionalliga jeweils in einer Hin- und Rückrunde gegeneinander an. Nach Abschluss der daraus resultierenden Spieltage qualifizierte sich der Meister für die Aufstiegsrelegation zur 3. Liga (Frauen). Es stiegen so viele Mannschaften ab, bis die Staffelstärke von 12 incl. den Aufsteigern aus der Oberliga und möglichen Absteigern aus der 3. Liga erreicht war. Am Ende der Saison galt bei Punktegleichheit der direkte Vergleich.

## Teilnehmer und Abschlusstabellen
|     | Mannschaft                      | Sp | S  | U | N  | Tore    | Diff. | Pkte  |
| --- | ------------------------------- | -- | -- | - | -- | ------- | ----- | ----- |
| 1.  | TSV Ismaning                    | 22 | 22 | 0 | 0  | 749:434 | +315  | 44:00 |
| 2.  | TSV EBE Forst United            | 22 | 18 | 0 | 4  | 683:540 | +143  | 36:80 |
| 3.  | SG Mintraching Neutraubling (A) | 22 | 16 | 0 | 6  | 588:529 | +59   | 32:12 |
| 4.  | ESV 1927 Regensburg II          | 22 | 14 | 0 | 8  | 628:556 | +72   | 28:16 |
| 5.  | MTV Stadeln                     | 22 | 13 | 0 | 9  | 606:608 | −2    | 26:18 |
| 6.  | TSV Herrsching (N)              | 22 | 11 | 3 | 8  | 574:546 | +28   | 25:19 |
| 7.  | HT München                      | 22 | 12 | 0 | 10 | 604:570 | +34   | 24:20 |
| 8.  | SV München-Laim                 | 22 | 9  | 1 | 12 | 601:626 | −25   | 19:25 |
| 9.  | TSV Vaterstetten                | 22 | 8  | 1 | 13 | 548:561 | −13   | 17:27 |
| 10. | TSV Wendelstein (N)             | 22 | 4  | 1 | 17 | 449:652 | −203  | 09:35 |
| 11  | HSV Bergtheim                   | 22 | 1  | 1 | 20 | 482:696 | −214  | 03:41 |
| 12. | HCD Gröbenzell II (N)           | 22 | 0  | 1 | 21 | 529:723 | −194  | 01:43 |

(A) = Absteiger aus der 3. Liga (N) = Neu in der Liga (Aufsteiger)

 Meister und Teilnehmer an der Aufstiegsrelegation zur 3. Liga 2025/26
 „Für die RL-Bayern 2025/26 qualifiziert“ 
 Absteiger in die Oberliga 2025/26

### Änderungen zur Vorsaison
Nicht mehr dabei sind die Auf- und Absteiger der Vorsaison.

Neu hinzukam der Absteiger aus der 3. Liga.
- SG Mintraching/Neutraubling

und die Aufsteiger aus den Landesligen
- TSV Wendelstein (Meister BLL-Nord), TSV Herrsching (Meister BLL-Süd) und der HCD Gröbenzell II

## Aufstiegsrelegation zur 3. Liga (Frauen)
Am Ende der Saison wird mit den Regionalligameistern eine Aufstiegsrelegation zur 3. Liga (Frauen) durch den Deutschen Handballbund (DHB) ausgetragen. Dabei werden drei Gruppen in Nord, Mitte und Süd mit je vier Mannschaften gebildet. Jede Gruppe spielt eine Hin- und Rückrunde, wobei sich jeweils die zwei bestplatzierten Teams für die 3. Liga (Frauen) 2025/26 qualifizieren.
In der Südgruppe treten die Meister der Regionalliga Bayern (RL-B), Regionalliga Südwest (RL-SW) sowie Meister und Vizemeister der Regionalliga Baden-Württemberg (RL-BW) gegeneinander an. Am Ende der Relegation gilt bei Punktgleichheit der direkte Vergleich.

### Gruppe Süd
Die Spiele finden in der Zeit vom 10./11. Mai bis 22. Juni statt." Stand 21. Juni 2025
|    | Mannschaft                      | Sp | S | U | N | Tore    | Diff. | Pkte |
| -- | ------------------------------- | -- | - | - | - | ------- | ----- | ---- |
| 1. | TSV Ismaning (RL-B)             | 5  | 4 | 0 | 1 | 144:133 | +11   | 8:2  |
| 2. | TuS Schutterwald (RL-BW 1)      | 6  | 4 | 0 | 2 | 180:163 | +17   | 8:4  |
| 3. | HC Schmiden-Oeffingen (RL-BW 2) | 6  | 2 | 0 | 4 | 155:158 | −3    | 4:8  |
| 4. | DJK SF Budenheim (RL-SW)        | 5  | 1 | 0 | 4 | 122:147 | −25   | 2:8  |

 Aufsteiger zur 3. Liga (Frauen) 2025/26.